# Lamine Sakho
Lamine Sakho (Louga, 28 settembre 1977) è un ex calciatore senegalese.